# Sikavan (Malå socken, Lappland)
Sikavan är en sjö i Malå kommun i Lappland och ingår i Skellefteälvens huvudavrinningsområde. Sjön har en area på 0,207 kvadratkilometer och ligger 343,2 meter över havet. Sjön avvattnas av vattendraget Verbobäcken.

## Delavrinningsområde
Sikavan ingår i det delavrinningsområde (724272-162361) som SMHI kallar för Mynnar i Malåns vattendragsyta. Medelhöjden är 356 meter över havet och ytan är 6,48 kvadratkilometer. Räknas de 11 avrinningsområdena uppströms in blir den ackumulerade arean 121,57 kvadratkilometer. Verbobäcken som avvattnar avrinningsområdet har biflödesordning 3, vilket innebär att vattnet flödar genom totalt 3 vattendrag innan det når havet efter 162 kilometer. Avrinningsområdet består mestadels av skog (83 procent). Avrinningsområdet har 0,28 kvadratkilometer vattenytor vilket ger det en sjöprocent på 4,4 procent.